# 平尾崇典
平尾 崇典（ひらお たかのり、1972年10月19日 - ）は、岡山県出身のボートレーサー。
登録第3822号、血液型はAB型。同期に村田修次、秋山広一、佐々木和伸らがいる。

## 来歴
- 1996年4月18日、選手登録。78期。
- 1996年5月11日から児島競艇場で開催された一般戦でデビュー。
- 1996年7月6日から福岡競艇場で開催された一般戦で初勝利。
- 1997年12月14日から江戸川競艇場で開催された 一般戦「第11回東京都モーターボート競走会会長賞」5日目（最終日）第11Rに出走[1]し初優出。（4着）
- 1998年12月4日から若松競艇場で開催された一般戦4日目（最終日）第12R2号艇5コースからまくり差しを決めて勝利[2]し初優勝。
- 1999年10月26日から浜名湖競艇場で開催された G1「ダイヤモンドカップ」初日第5Rに出走[3]しG1初出場（3着）、3日目第1Rに出走し、4号艇6コースからまくり差しを決めて勝利[4]しG1初勝利。
- 2000年12月9日から尼崎競艇場で開催された G1「ダイヤモンドカップ」6日目（最終日）第12Rに出走[5]しG1初優出。（4着）
- 2001年11月20日から児島競艇場で開催された SG「第4回競艇王チャレンジカップ」初日第2Rに出走[6]し、SG初出場（6着）、3日目第1R5号艇3コースから差しを決めて勝利[7]しSG初勝利。
- 2005年9月14日から丸亀競艇場で開催された G1「開設53周年記念京極賞」6日目（最終日）第12R（優勝戦）に出走、2号艇2コースから差しを決めて勝利[8]しG1初優勝。
- 2005年12月18日から住之江競艇場で開催された SG「第20回賞金王決定戦シリーズ戦」6日目（最終日）第10R（優勝戦）に出走[9]しSG初優出。（5着）
- 2008年4月3日から琵琶湖競艇場で開催された G1「開設56周年記念びわこ大賞」6日目（最終日）第12R（優勝戦）に出走、3号艇3コースからまくりを決めて勝利[10]し通算2回目のG1優勝。
- 2009年10月1日、江戸川競艇場で開催された 一般戦「ボートピア習志野開設3周年記念」3日目に勝利し、通算1000勝達成。
- 2009年10月15日、多摩川競艇場で開催された 一般戦「イーバンク銀行杯」で優勝。（通算42回目）
- 2010年2月23日から徳山競艇場で開催された G1「モーターボート大賞」6日目（最終日）第12R（優勝戦）に出走、1号艇1コースから逃げを決めて勝利[11]し、通算3回目のG1優勝。
- 2011年6月21日からボートレース児島で開催された SG「第21回グランドチャンピオン決定戦」で2回目のSG優出。（5着）
- 2012年11月20日から 地元・ボートレース児島で開催された SG「第15回チャレンジカップ」においてSG初優勝。これにより賞金ランクを43位から8位とし年末の第27回賞金王決定戦の出場権を獲得した[12]。
- 2012年12月19日からボートレース住之江で開催された SG「第27回賞金王決定戦」に出場し、6日目（最終日）第12R（優勝戦）に出走、6号艇で臨んだが結果は5着[13]だった。同レースに於いてキャッチフレーズを募集したところ、平尾のキャッチフレーズは児島のサイレントイーグルに決まった。
- 2013年1月22日からボートレース徳山で開催された G1「中国地区選手権」6日目（最終日）第12Rに出走、1号艇1コースから逃げを決めて勝利[14]し通算4回目のG1優勝。
- 2018年4月7日からボートレース住之江で開催された G1「開設62周年記念太閤賞」6日目（最終日）第12R（優勝戦）に出走、6号艇6コースからまくりを決めて勝利[15]し、通算5回目のG1優勝。
- 2018年12月19日からボートレース住之江で開催された SG「第33回グランプリシリーズ」6日目（最終日）第11R（優勝戦）に出走、1号艇1コースから勝利[16]し、2度目のSG優勝。
- 2021年6月11日からボートレース若松で開催された 一般戦「サンケイスポーツ杯」5日目第10Rに出走、2号艇2コースから差しを決めて勝利[17]し、通算2000勝を達成[18]。

## 獲得タイトル

### SG
- 2012年 第15回チャレンジカップ（児島）。決まり手は逃げ。
- 2018年 第33回グランプリシリーズ（住之江）。決まり手は逃げ。

## 戦績
- 出走回数：7037回
- 1着回数：2194回
- 優出回数：310回
- 優勝回数：87回
- SG優勝回数：2回
- SG優出回数：6回
- SG出走回数：577回
- G1優勝回数：5回
- G1優出回数：36回
- G1出走回数：1819回
- フライング(F)回数：22回
- 出遅れ(L)回数：3回
- 通算勝率：6.95
- 2連対率：50.83
- 3連対率：67.09
- 生涯獲得賞金：1,170,709,469円